# کوریهاما (یوکوسوکا)
کوریهاما (به لاتین: Kurihama) یک منطقهٔ مسکونی در ژاپن است که در یوکوسوکا، کاناگاوا واقع شده‌است. کوریهاما ۱۰٫۴۱۴ کیلومتر مربع مساحت و ۵۳٬۷۸۲ نفر جمعیت دارد.